# La Capitana (Cantabria)
La Capitana es una localidad del municipio de Valle de Villaverde (Cantabria, España). En el año 2008 contaba con una población de 21 habitantes (INE). La localidad se encuentra a 175 metros de altitud sobre el nivel del mar, y a 1,2 kilómetros de la capital municipal, La Matanza.
- Datos: Q5962682